# Paragon (Schriftmaß)
Non Plus Ultra (2 Punkt)
Microscopique (2,5 Punkt)
Brilliant (3 Punkt)
Diamant (4 Punkt)
Perl (5 Punkt)
Nonpareille (6 Punkt)
Insertio (6,5 Punkt)
Kolonel (7 Punkt)
Petit (8 Punkt)
Borgis (9 Punkt)
Korpus (10 Punkt)
Rheinländer (11 Punkt)
Cicero (12 Punkt)
Mittel (14 Punkt)
Tertia (16 Punkt)
Paragon (18 Punkt)
Text (20 Punkt)
Kanon (36 Punkt)
Konkordanz (48 Punkt)
Sabon (60 Punkt)
Die Paragon ist ein Schriftgrad im Bleisatz mit einer Kegelhöhe von 18 Didot-Punkten, das entspricht 6,768 mm. Die Entsprechung in 18 DTP-Punkten misst 6,35 mm.
Der Name Paragon, Paragona oder Parangon bedeutet „Ausgleichung“, und zwar zwischen den Größen Tertia (16 Punkt) und Text (20 Punkt). Der Name dieser Schrifthöhe war bereits Ende des 19. Jahrhunderts in Deutschland vergessen, sie kam aber – teils auf dem Umweg über Amerika – nicht selten vor. Dann nannte man diese Größe in der Schriftbemusterung technisch „1 1⁄2 Cicero“. Im europäischen Umland war sie häufig anzutreffen.
Schriftmaße haben in vielen europäischen Ländern andere Namen oder gleiche Namen bezeichnen unterschiedliche Kegelhöhen. Schriften dieser Größe heißen in Frankreich Gros-Romaine, in Holland Groote Romein, in England Parangon oder Two Line Long Primer, in Spanien Petit Paragon und in Italien Parangon.